# Auto-école
 (décembre 2019).
Si vous disposez d'ouvrages ou d'articles de référence ou si vous connaissez des sites web de qualité traitant du thème abordé ici, merci de compléter l'article en donnant les références utiles à sa vérifiabilité et en les liant à la section « Notes et références ».
 (décembre 2022).
Une auto-école, ou autoécole, appelée également école de conduite, est un établissement d’enseignement qui dispense la formation théorique et pratique en vue de passer les examens du code de la route et de la conduite permettant d'obtenir un permis de conduire relatif à divers véhicules routiers. Elle dispense également des apprentissages qui permettent de se protéger des dangers de la circulation et de tenir compte des autres usagers de l'espace routier. Différentes formations existent en fonction du type de permis.

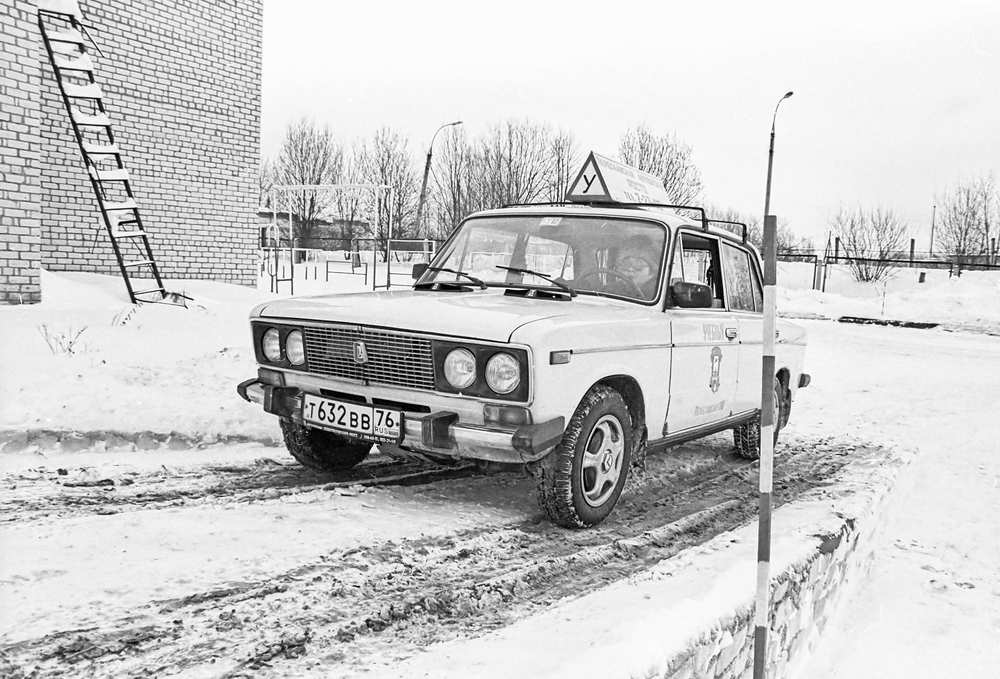
Cours de conduite en hiver (Russie, 2002).

## Épreuves
Pour les pays qui en sont signataires, la convention de Vienne prévoit que les autorités nationales doivent vérifier les connaissances et les capacités des candidats au permis de conduire. Elle indique en particulier que « le contenu et les modalités des épreuves théorique et pratique sont définis par la législation nationale. ».
- Examen théorique : 40 questions (35 réponses justes pour obtenir son E.T.G : Examen Théorique Général)

L'auto-école est dans l'obligation d'évaluer l'élève avant le début de la formation. Pour la formation théorique visant à l'obtention de l'examen du code de la route, la formation à l'auto-école s'effectue le plus souvent grâce à des DVD avec des boîtiers de réponses semblables à ceux de l'examen. L'examen se déroule dans une salle avec plusieurs autres candidats, surveillés par un inspecteur, et il faut répondre à 40 questions via un boîtier. Pour réussir il faut répondre correctement à au moins 35 questions.
- Examen pratique : conduite sur route de 32 minutes pour vérifier si le candidat est capable de conduire une automobile dans le respect du code de la route et en respectant les autres usagers (agglo, hors agglo et autoroute). Pendant cet examen vous devez effectuer une manœuvre (marche arrière ligne droite, marche arrière en courbe, demi tour, rangement en bataille, en épi ou en créneau), répondre à deux questions sur les vérifications du véhicule, une sur l'intérieur et une sur l'extérieur du véhicule (documents, état mécanique, niveaux, tableau de bord, lumières des phares, plaque d'immatriculation,).

La formation pratique est assurée sur un véhicule dont le poids total autorisé en charge (PTAC) n'excède pas 3 500 kg, dans lequel les commandes sont dédoublées (double-pédalage) afin de permettre au formateur de rectifier une éventuelle erreur dangereuse de l'élève ou d'effectuer une démonstration de manœuvre par exemple.
L'apprentissage anticipé de la conduite (AAC), permet à l'élève d'apprendre la conduite d'un véhicule en situation réelle, en parallèle de sa formation traditionnelle. Pour cela, l'élève doit être âgé d'au moins 15 ans et l'accompagnateur doit être titulaire du permis de conduire approprié depuis au moins 5 ans. Il faut également souscrire une extension d'assurance (le plus souvent gratuite) pour le véhicule choisi et ce pour pouvoir présenter aux forces de l'ordre les documents adéquats. Dans un premier temps l’élève devra obtenir son code puis faire vingt heures de conduite minimum dans une auto-école. Lorsque le moniteur l'estime capable de conduire avec un accompagnateur, il lui signe une « attestation de fin de formation initiale ». Puis il y aura un rendez-vous préalable de deux heures avec l'accompagnateur afin de donner toutes les directives de travail pour utiliser au mieux cette conduite accompagnée. L'élève devra faire un an de conduite accompagnée minimum avec 3 000 km minimum et assister à deux rendez-vous pédagogiques avec son accompagnateur. Enfin, il pourra se présenter à l'examen du permis de conduire avec beaucoup plus d’expérience qu'un candidat n'ayant pas suivi cet apprentissage car l'élève sera en situation réelle et autonome, sans que le double-pédalage ni l'accompagnateur ne puissent modifier sa conduite.

## Belgique
En Belgique, l'apprentissage de la conduite est accessible à travers deux filières : (i) la filière libre et ; (ii) la filière auto-école.
Contrairement à la France, un moniteur breveté et indépendant peut travailler en dehors de tout réseau d'auto-école.
La filière libre ne donne pas droit à un permis provisoire pour conduire seul (18 mois) contrairement à la filière auto-école qui prévoit qu'un permis provisoire peut être délivré après 20 heures de cours.
Dans les deux cas, un stage minimum de trois mois est prévu avant de pouvoir passer l'examen pratique.
Depuis, le transfert de compétences fédérales vers les régions en matière de mobilité il y a eu beaucoup de changement. Chaque région (Flandre, Wallonie, Bruxelles) a établi ses propres réglementations. Le site officiel, www.goca.be permet d'obtenir les informations nécessaires aux démarches et choix qui existent pour passer le permis de conduire en fonction de la région dans laquelle le domicile est établi. 

### En Flandre

#### Filière libre
- Permis provisoire de 36 mois avec un apprentissage auprès d'un proche ayant le permis définitif depuis 8 ans et n'ayant pas de déchéance dans les trois dernières années. Dans ce cas, le guide doit suivre une formation de sensibilisation dans une auto-école agrée. Ensuite, l'apprenti doit patienter pendant 9 mois avant de présenter l'examen définitif au centre d'examen. Cette examen n'est accessible qu'après la réussite d'un « Test de perception des risques » à présenter dans ce même centre. Une feuille de route doit être remplie pour chaque sortie avec le véhicule, reprenant des informations sur la durée et le nombre de kilomètres parcourus.

- Permis provisoire de 36 mois combiné à des heures d'auto-écoles (14h). Dans ce cas, c'est la même approche que pour la première situation juste que le fait d'avoir fait 14h d'auto école permet de raccourcir la période d'attente de 9 mois à 6 mois.

#### Filière auto-école
- Permis provisoire 18 mois après avoir suivi 20h de cours dans une auto-école. À la suite de ces 20h, une attestation est délivrée par l'auto-école elle-même. Avec cela, le candidat peut aller chercher son permis provisoire 18 mois à la commune. Celui-ci permet au candidat de continuer à rouler seul sur la voie publique avec une période d'attente de trois mois avant de présenter son examen final. Pour cet examen, le Test de perception des risques est toujours nécessaire afin d'y avoir accès.

### Pour la région bruxelloise

#### Filière libre
- Permis provisoire de 36 mois avec un apprentissage auprès d'un proche ayant le permis définitif depuis 8 ans et n'ayant pas de déchéance dans les trois dernières années. Dans ce cas, le guide doit suivre une formation de sensibilisation dans une auto-école agréée. Ensuite, l'apprenti doit patienter pendant trois mois avant de présenter l'examen définitif au centre d'examen. Cet examen n'est accessible qu'après la réussite d'un Test de perception des risques à présenter dans ce même centre. Une feuille de route doit être remplie pour chaque sortie avec le véhicule, reprenant des informations sur la durée et le nombre de kilomètres parcourus et une formation de sensibilisation au sein de la Croix-Rouge est obligatoire.

#### Filière auto-école
- Permis provisoire 18 mois après avoir suivi 20h de cours dans une auto-école. À la suite de ces 20h, une attestation est délivrée par l'auto-école elle-même. Avec cela, le candidat peut aller chercher son permis provisoire 18 mois à la commune. Celui-ci permet au candidat de continuer à rouler seul sur la voie publique avec une période d'attente de trois mois avant de présenter son examen final. Pour pouvoir rouler seul, il faut avoir réussi le test sur les capacités techniques de conduire. Pour cet examen, il faut réussir le Test de perception des risques afin d'y avoir accès ainsi qu'une formation de sensibilisation au sein de la Croix-Rouge.

- Accès direct, après avoir suivi une formation de 30h dans une auto-école de la région bruxelloise, il est possible pour le candidat, moyennant la réussite du Test de perception des risques et du suivi d'une formation de sensibilisation « Croix-Rouge ».

### Pour la région wallonne

#### Filière libre
- Permis provisoire de 36 mois avec un apprentissage auprès d'un proche ayant le permis définitif depuis 8 ans et n'ayant pas de déchéance dans les trois dernières années. Dans ce cas, le guide doit suivre une formation de sensibilisation dans une auto-école agréée. Ensuite, l'apprenti doit patienter pendant 9 mois avant de présenter l'examen définitif au centre d'examen. Cet examen n'est accessible qu'après la réussite d'un « Test de perception des risques » à présenter dans ce même centre. Une feuille de route doit être remplie pour chaque sortie avec le véhicule reprenant des informations sur la durée et le nombre de kilomètres parcourus.

- Permis provisoire de 36 mois combiné à des heures d'auto-écoles (14h). Dans ce cas, c'est la même approche que pour la première situation sauf que le fait d'avoir fait 14h d'auto-école permet de raccourcir la période d'attente de 9 mois à 6 mois.

#### Filière auto-école
- Permis provisoire 18 mois après avoir suivi 20h de cours dans une auto-école. À la suite de ces 20h, une attestation est délivrée par le centre d'examen de la région. Avec cela, le candidat peut aller chercher son permis provisoire 18 mois à la commune. Celui-ci permet au candidat de continuer à rouler seul sur la voie publique avec une période d'attente de trois mois avant de présenter son examen final. Pour cet examen, le « Test de perception des risques » est toujours nécessaire pour y avoir accès.

- Accès direct, après avoir suivi une formation de 30h dans une auto-école de la région bruxelloise, il est possible pour le candidat, moyennant la réussite du « Test de perception des risques ».

Cependant, les lois sont en cours de révision et les choses risquent de changer d'ici peu[Quand ?].

## Canada
Au Canada (Québec), le cours de conduite n’est pas obligatoire pour obtenir certaines classes de permis de conduire. Cependant, il est obligatoire de réussir un test d’aptitude en se présentant à l’un des établissements de la Société de l'assurance automobile du Québec. Au Québec et en Ontario, il est aussi possible de suivre un cours de conduite pour réduire la période d'attente pour obtenir un permis de conduire probatoire. Ceux qui prennent ce cours peuvent attendre seulement huit mois au lieu de douze pour obtenir le permis probatoire.
En décembre 2007, le projet de loi no 42 a été adopté par l'assemblée nationale et qui rendra les cours de conduite automobile et cyclomoteur obligatoires. La date d'entrée en vigueur des cours obligatoires n'est pas encore connue, les cours redeviendront obligatoires à une date qui sera fixée par la Société de l'assurance automobile du Québec. La durée des futurs cours de conduite auto et cyclomoteur n'est pas encore définie puisque la SAAQ révisera en 2008 l'ensemble du programme de formation.
La nouvelle loi s'applique depuis le 17 janvier 2010. Ainsi, il est dorénavant obligatoire de passer par une école de conduite. Le nouveau programme comprend 24 heures de cours théorique et 15 heures de cours de conduite pratique. 
Au Québec, le cours de conduite moto est déjà obligatoire et est obligatoirement divisé en trois étapes : 
- Cours de théorie (9 heures)
- Cours pratique en circuit fermé (4 × 4 h 30)
- Cours pratique sur la route. (2 × 2 heures)

## France
En France, les auto-écoles sont des sociétés qui participent à l’apprentissage de la conduite, — une pratique considérée dans le métier comme savoir fondamental indispensable pour s’intégrer dans la société — elles délivrent l’enseignement des techniques de maniement d’une voiture, elles interviennent lors de la préparation du permis de conduire et en amont de l'examen, mais aussi en aval.
- lors de la préparation du permis de conduire — pour consolider les bases apprises lors de la scolarité obligatoire —,
- en amont de l'examen — actions éducatives liées à l'APER et aux ASSR niveau 1 et 2, de compétence Éducation Nationale, ASR et BSR —
- en aval de l'examen — stages de remise à niveau, stages de récupération de points, interventions dans les entreprises… — dans le cadre du continuum éducatif .

### Catégories de formation
- B1 : Tricycles et quadricyles à moteur dont la puissance nette n'excède pas 20,4 ch (15 kW). La puissance brute du véhicule soit, la puissance du moteur est à différencier de la puissance nette car elle ne prend pas en compte la perte d'énergie issue de la transmission. Ce calcul est décrit dans une norme européenne. Elle est employée principalement pour l'homologation des quads.
- B : Véhicules à quatre roues, toutes cylindrées.
- Le permis de conduire de la catégorie E(B) autorise la conduite des ensembles des véhicules dont le poids total autorisé en charge (PTAC) dépasse 3 500 kg (une voiture de la catégorie B, attelée d'une remorque ou d'une caravane).
- Être titulaire du permis B au préalable, mais le permis E(B), ne peut être l'objet d'un apprentissage en conduite accompagnée.
- Maniabilité : Effectuer une marche arrière avec l'ensemble des véhicules sur un parcours sinueux entre des piquets. Si un piquet est touché ou s'il y a sortie de piste, le candidat est ajourné des épreuves hors circulation et ne pourra pas passer l'épreuve de conduite sur route.